# Фронезис
Фроне́зис (греч. φρόνησις) — философский термин, введенный Аристотелем в труде, состоящем из 10-ти книг и названном «Никомаховой этикой». В соответствии с оригинальным текстом фронезис может быть определен как «суждения, способствующие действию по поводу вещей, хороших или плохих для человека, [о том,] какие [вещи являются благами] для хорошей жизни».

## Общие сведения
- По мнению Б. Фливберга, при разъяснении сущности фронезиса Аристотель акцентировал внимание на практической мудрости, практическом разуме, в их отличии от теоретического поиска универсального и внеконтекстуального («эпистеме») и ремесленного знания, направленного на производство полезного («техне»). Сущностью фронезиса, таким образом, представляется способность принимать верные решения, совершать корректные поступки, умение отличать хорошее от плохого в конкретных жизненных ситуациях[1][2].
- Г. Скирбекк и Н. Гилье предлагают определять фронезис как «этическую компетенцию», которая может быть приобретена через личностный опыт общения с людьми, способными различать социальные ситуации и формировать специфическое отношение к ним. Такая компетенция позволяет выработать способность оценки общественной жизни[3].
- С. М. Обрадович отмечает, что фронезис является необходимой инструментальной составляющей компетенции ученого наряду с методами индукции и аналогии, и благодаря данной способности специалист, работающий со сложными проблемами в широких областях исследования, оказывается способен правильно поставить проблему, выбрать направление исследования и его метод, сформулировать гипотезы и аксиомы[4].
- По мнению С. Г. Чукина, фронезис следует рассматривать как «практическую рациональность», мысль и акт, сопряженные с конкретной ситуацией и обусловленные ею, своеобразное средство индивидуализации частного случая в противоположность обобщающему характеру науки. В итоге человек предстает перед необходимостью решить практический силлогизм, исходными данными (посылками) в котором являются знание о том, что нечто является благом, и желание таковым благом обладать; результатом становится то или иное действие[5].